# Christy Manzinga
Christy Manzinga (Saint-Germain-en-Laye, 1995. január 31. –) kongói DK utánpótlás-válogatott labdarúgó, a dél-koreai Szongnam FC támadója.

## Pályafutása

### Klubcsapatokban
A Paris Saint-Germain csapatánál kezdett el futballozni 13 évesen. Ezután megfordult Franciaországon belül a Lorient és az Angers második csapatánál is, majd Belgiumba igazolt a Châtelet csapatához.
2019-ben a skót első osztályú Motherwellhez került, egy sikeres próbajáték után. 2019 novemberében a bemutatkozó mérkőzésén gólt szerzett a St. Johnstone elleni 4–0-ás győzelem alkalmából. 2020 májusában a Motherwell bejelentette, hogy Manzinga távozik kontraktusa lejártával a csapattól.
2020 augusztusában két éves szerződést írt alá az észak-ír rekordbajnok Linfield csapatával.

#### Zalaegerszeg
Szerződése lejártával Magyarországra igazolt a Zalaegerszeg csapatához, ahol 3 évre kötelezte el magát. 2022. november 8-án a Kisvárda otthonában 3–0-ra megnyert mérkőzésen lőtte első gólját a magyar bajnokságban.

### A válogatottban
Manzinga képviselte a Kongói DK-t U20-as szinten.

## Sikerei, díjai

### Linfield
- Északír első osztály
  - bajnok (1): 2020–21[10]
- Északír labdarúgókupa
  - bajnok (1): 2020–21[11]

 Zalaegerszeg
- Magyar kupagyőztes: 2022–23

## További információ
- Christy Manzinga (magyar nyelven). hlsz.hu. (Hozzáférés: 2022. július 28.)
- Christy Manzinga (angol nyelven). transfermarkt.com. (Hozzáférés: 2022. július 28.)
- Christy Manzinga (angol nyelven). soccerway.com. (Hozzáférés: 2022. július 28.)
- Christy Manzinga (magyar nyelven). mlsz.hu. (Hozzáférés: 2023. május 4.)